# Hippo water roller
 (mars 2020).

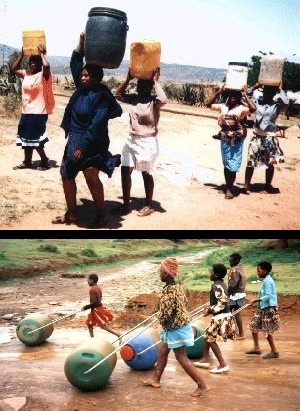
Haut: méthode traditionnelle de transport de l'eau ; Bas: plus d'eau peut être transportée facilement à l'aide du rouleau

Le Hippo water roller, simplifié Hippo water, ou francisé rouleau à eau Hippo, est un appareil utilisé pour transporter de l'eau potable plus facilement et plus efficacement que les méthodes traditionnelles, en particulier dans les pays en développement et les zones rurales. Il se compose d'un récipient en forme de tonneau qui retient l'eau et peut rouler le long du sol, et d'une poignée fixée à l'axe du tonneau. Actuellement déployée en Afrique rurale, sa nature simple et spécialement conçue en fait un exemple de technologie appropriée. Les rouleaux coûtent environ 125 $ chacun et ils sont principalement distribués par des ONG.

## Conception physique
Le tambour de l'Hippo water roller est fabriqué à partir de polyéthylène basse densité linéaire stabilisé aux UV et est conçu pour faire face aux surfaces rugueuses des zones rurales. Le volume du tambour est de 90 litres (environ 24 gallons). Il a une grande ouverture (135   mm / 5,3 pouces de diamètre) pour un remplissage et un nettoyage faciles. La taille de l'ouverture a été initialement déterminée par la disponibilité d'un couvercle suffisamment grand. Le couvercle déterminait alors pour sa part le rayon de roulement du rouleau, car un dégagement suffisant est nécessaire avec le couvercle installé pour maintenir ce dernier à l'écart du sol et de tout obstacle susceptible de l'endommager. Le couvercle a finalement été encastré sur les modèles ultérieurs pour améliorer sa protection[réf. nécessaire].
La poignée en acier permet au rouleau d'être poussé ou tiré sur un terrain difficile et très accidenté. La largeur totale du rouleau avec poignée attachée a été déterminée en mesurant la largeur moyenne d'une porte standard et dimensionnée pour lui permettre de passer librement [réf. nécessaire]. Ce paramètre ainsi que le rayon du rouleau et les côtés arrondis ont finalement déterminé le volume moyen de 90 litres. La poignée en acier est équipée d'embouts spéciaux en polymère pour réduire la friction et l'usure et prolonger la durée de vie des cavités de pivot dans le tambour.
Au cours du développement, un rouleau rempli d'eau a été tiré derrière un véhicule sur un chemin de terre à 20   km/h sur 15 km sans aucun signe d'usure significatif sur la surface extérieure du rouleau ou les cavités de pivot[réf. nécessaire].
Le rouleau est arrondi sur les côtés pour simplifier l'inclinaison au moment de verser l'eau du rouleau plein. Cependant, le rouleau est également très stable en position verticale lorsqu'il repose sur une petite surface plane. Le rouleau a des poignées en bas et en haut pour faciliter la vidange du conteneur.

## Historique
Le baril, à l'origine appelé "Aqua Roller", a été conçu par deux ingénieurs, Pettie Petzer et Johan Jonker d'Afrique du Sud. Les deux hommes ont été inspirés par l'impact de la crise de l'eau en milieu rural.
Petzer et Jonker ont reçu une reconnaissance pour leur travail sur le Hippo Roller en 1997 avec le "Design for Development Award" décerné par le Bureau sud-africain des normes et son Institut du Design.
L'ancien président sud-africain, Nelson Mandela, a exprimé son soutien au Hippo roller, estimant qu'il "changera positivement la vie de millions de nos compatriotes sud-africains".

## Avantages
On prétend qu'environ cinq fois la quantité d'eau peut être transportée en moins de temps avec beaucoup moins d'effort que la méthode traditionnelle de transport de 20 litres (environ 5 gallons) sur la tête.
Les avantages revendiqués comprennent[réf. nécessaire] :
- un gain de temps (aller chercher de l'eau peut prendre beaucoup de temps dans certains environnements ruraux pauvres);
- une réduction de l'effort;
- une réduction de la tension (le port de poids lourds sur la tête tous les jours pendant des années exerce une pression sur le corps, en particulier la colonne vertébrale);
- une augmentation de la disponibilité de l'eau, avec des avantages pour la santé et peut-être même la possibilité de cultiver des légumes[réf. nécessaire] ;
- un stockage hygiénique grâce au couvercle scellé sur le rouleau.

## Utilisation
Bien que le Hippo roller ait été principalement conçu comme une aide à la collecte de l'eau pour les communautés défavorisées, plusieurs autres utilisations ont depuis été découvertes. En raison de l'étanchéité à l'eau du Hippo roller, il peut agir comme un récipient étanche pour garder les objets de valeur et les vêtements secs lors de la descente dans des rapides d'eau lors d'excursions extrêmes[réf. nécessaire]. 
Il peut également suffire en tant que conteneur à larguer avec des contenus vitaux depuis des hélicoptères ou des avions à voilure fixe volant à basse altitude dans des zones inondées[réf. nécessaire]. Cela pourrait inclure de la nourriture et des fournitures médicales, des vêtements chauds et secs et des couvertures, et naturellement, de l'eau. Le polyéthylène est plus léger que l'eau et ne restera que partiellement immergé, même avec de l'eau douce. De fait, certains rouleaux ont été distribués pré-remplis de céréales ou d'autres produits alimentaires dans les villages[réf. nécessaire]. 
L'un des inconvénients de la distribution des rouleaux est que les rouleaux ne peuvent pas être empilés efficacement pour économiser de l'espace ; ainsi la capacité de transport est mal gérée.

## Administration
Infotech, une société de technologie de l'information, a initialement parrainé le projet en tant que projet de responsabilité sociale connu sous le nom de Hippo Water Roller Trust Fund[réf. nécessaire]. Actuellement, le projet est soutenu financièrement par le financement de donateurs qui proviennent de particuliers, d'entreprises et d'organisations partenaires à but non lucratif. [Hippo Water International] est une organisation non gouvernementale aux États-Unis créée pour y collecter des fonds.

## Déploiement
Jusqu'à présent, 46 000 rouleaux Hippo ont été fabriqués et distribués. 
Dans le cadre de l'enquête sur la réduction de la pauvreté et de la rareté de l'eau dans les régions les plus septentrionales de la Namibie, la Division des sciences sociales du Centre de recherche multidisciplinaire de l'Université de Namibie, parrainée par la Direction du développement rural de l'UNICEF, a acheté 1000 rouleaux et les a distribués dans la communauté. Six mois après l'introduction, ils ont lancé une évaluation du succès et des performances des rouleaux ainsi que de l'impact social du rouleau sur la vie des bénéficiaires.